# سائول کرسپو
سائول کرسپو (انگلیسی: Saúl Crespo؛ زادهٔ ۲۳ ژوئیهٔ ۱۹۹۶) بازیکن فوتبال اهل اسپانیا است.
از باشگاه‌هایی که در آن بازی کرده‌است می‌توان به باشگاه فوتبال پومفرادینا اشاره کرد.